# Грицак Микола Андрійович
Грицак Микола Андрійович (нар. 18 грудня 1908, с. Росішка, тепер Рахівського району Закарпатської області — †7 квітня 1979, у тому ж селі) — український мовознавець.

## Біографія
Закінчив в Ужгороді 1930 учительську семінарію, 1935 — учительський інститут, 1952 — університет.
Учителював на Закарпатті, працював викладачем, доцентом кафедри української мови в Ужгородському університеті (1963–1972).

## Наукова діяльність
Збирав і досліджував апелятивну та ономастичну лексику говірок Закарпаття («Назви гідрорельєфу і гідронімія: Назви джерел і стоячих вод», 1965; «Назви гідрорельєфу в говірці с. Ясіня Закарпатської області», 1971).
Розробив засади укладання регіонального словника повного типу («Принципи пояснення значення реєстрових слів у „Словнику українських говорів Закарпатської області“» (1971), підготував картотеку (близько 200 000 одиниць) та уклав частину словника українських говірок Закарпаття (літери А—К).